# Fédération algérienne des arts martiaux
 (décembre 2021).
La Fédération algérienne des arts martiaux aussi connue sous l'acronyme (FAAM), est une association à caractère sportif agréée par le Ministre de l’Intérieur et des Collectivités locales en date de 2002 sous le numéro 06. Cette constitution est la consécration d’une politique de regroupement de Fédérations Sportives Nationales déjà initiées depuis plus d’une dizaine d’années et qui s’est concrétisée vers les années 2000-2001 sous les recommandations du gouvernement et mises en œuvre par le Ministère de la Jeunesse et des Sports.

## Historique
La FAAM est constituée par la fusion de trois Fédérations sportives (Fédération Algérienne de Kung Fu Wushu - Fédération Algérienne de Yoseikan Budo - Fédération Algérienne d'Aikido) et de deux Associations Nationales (Association Nationale de Võ-Viêtnam et Association Nationale de Kempô). Cette fusion a vu la création de la Fédération Algérienne des Arts Martiaux le 26 avril 2001 au complexe sportif du caroubier à Alger.
Ces disciplines ainsi intégrées sont devenues des Comités Nationaux de la Fédération Algérienne des Arts Martiaux. Durant l'année 2004, les disciplines Nihon Tai-Jitsu, KiShin tai jutsu Boxe Totale, Vovinam vietvodao ont rejoint la Fédération Algérienne des Arts Martiaux. Dernière assemblée de la faam en 2005 les deux disciplines sont devenues officiellement des comités, comité de vovinam vietvodao et le comité de taijutsu qui a regroupé deux disciplines s/c kishin taijutsu boxe totale et le s/c nihon taijutsu.
Le Qwan Ki Do (Quan Khi Dao) a également fait son entrée au sein de la FAAM depuis une dizaine d'années. L'arrivée de cet martial au sein de la FAAM est le résultat du travail fourni par Tao Su Farid Mously (Ceinture noire 5ème Dang)